# Kanton Montmirail (Marne)
Der Kanton Montmirail war bis 2015 ein französischer Wahlkreis im Arrondissement Épernay, im Département Marne und in der Region Champagne-Ardenne; sein Hauptort war Montmirail.
Der Kanton Montmirail war 279,51 km² groß und hatte 7118 Einwohner (Stand 2006).

## Gemeinden
Der Kanton bestand aus 19 Gemeinden:
| Gemeinde                      | Einwohner Jahr | Fläche km² | Bevölkerungsdichte | Code INSEE | Postleitzahl |
| ----------------------------- | -------------- | ---------- | ------------------ | ---------- | ------------ |
| Bergères-sous-Montmirail      | 127 (2013)     | –          | – Einw./km²        | 51050      | 51210        |
| Boissy-le-Repos               | 209 (2013)     | –          | – Einw./km²        | 51070      | 51210        |
| Charleville                   | 270 (2013)     | –          | – Einw./km²        | 51129      | 51120        |
| Corfélix                      | 105 (2013)     | –          | – Einw./km²        | 51170      | 51210        |
| Corrobert                     | 199 (2013)     | –          | – Einw./km²        | 51175      | 51210        |
| Fromentières                  | 385 (2013)     | –          | – Einw./km²        | 51263      | 51210        |
| Le Gault-Soigny               | 539 (2013)     | –          | – Einw./km²        | 51264      | 51210        |
| Janvilliers                   | 162 (2013)     | –          | – Einw./km²        | 51304      | 51210        |
| Mécringes                     | 186 (2013)     | –          | – Einw./km²        | 51359      | 51210        |
| Montmirail                    | 3.691 (2013)   | –          | – Einw./km²        | 51380      | 51210        |
| Morsains                      | 125 (2013)     | –          | – Einw./km²        | 51386      | 51210        |
| Rieux                         | 187 (2013)     | –          | – Einw./km²        | 51460      | 51210        |
| Soizy-aux-Bois                | 167 (2013)     | –          | – Einw./km²        | 51542      | 51120        |
| Le Thoult-Trosnay             | 99 (2013)      | –          | – Einw./km²        | 51570      | 51210        |
| Tréfols                       | 153 (2013)     | –          | – Einw./km²        | 51579      | 51210        |
| Vauchamps                     | 365 (2013)     | –          | – Einw./km²        | 51596      | 51210        |
| Verdon                        | 198 (2013)     | –          | – Einw./km²        | 51607      | 51210        |
| Le Vézier                     | 198 (2013)     | –          | – Einw./km²        | 51618      | 51210        |
| La Villeneuve-lès-Charleville | 122 (2013)     | –          | – Einw./km²        | 51626      | 51120        |